# La Chapelle-Engerbold
La Chapelle-Engerbold ist eine Ortschaft und eine ehemalige französische Gemeinde mit 87 Einwohnern (Stand: 1. Januar 2022) im Département Calvados in der Region Normandie. Sie gehörte zum Arrondissement Vire.
Mit Wirkung vom 1. Januar 2016 wurden die bisherigen Gemeinden Condé-sur-Noireau, La Chapelle-Engerbold, Lénault, Proussy, Saint-Germain-du-Crioult und Saint-Pierre-la-Vieille zu einer Commune nouvelle mit dem Namen Condé-en-Normandie zusammengeschlossen und haben in der neuen Gemeinde den Status einer Commune déléguée. Der Verwaltungssitz befindet sich im Ort Condé-sur-Noireau.

## Geografie
La Chapelle-Engerbold liegt rund 19 Kilometer nördlich der Stadt Flers, 21 Kilometer westsüdwestlich von Vire-Normandie und 35 Kilometer östlich von Falaise.

## Bevölkerungsentwicklung
| Jahr                              | 1793 | 1836 | 1876 | 1926 | 1946 | 1968 | 1990 | 2013 |
| Einwohner                         | 457  | 402  | 296  | 133  | 117  | 109  | 86   | 105  |
| Quellen: Cassini, EHESS und INSEE |      |      |      |      |      |      |      |      |

## Sehenswürdigkeiten

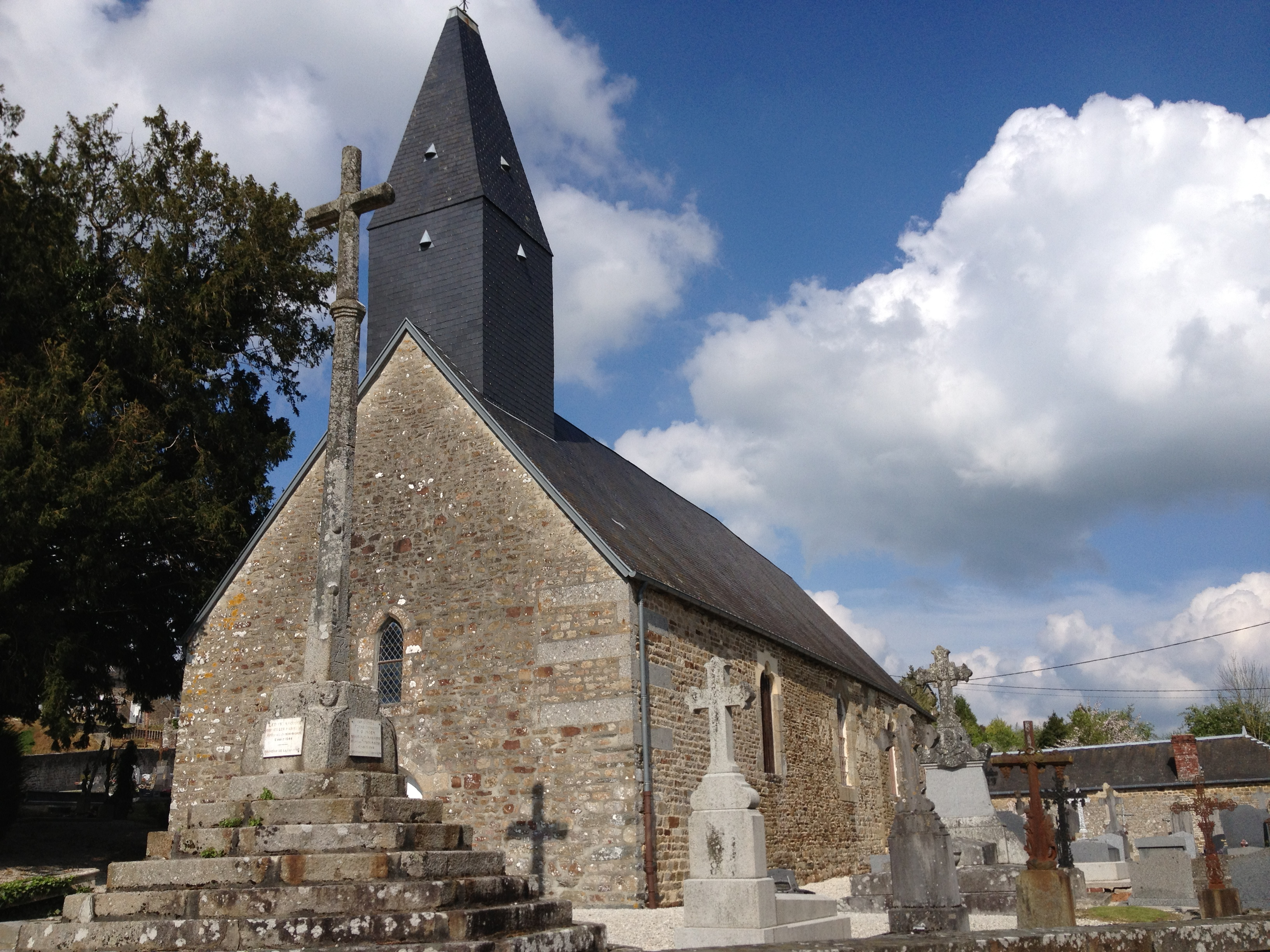
Kirche Saint-Gerbold

- Kirche Saint-Gerbold